# بيتر فولجير (مترجم)
بيتر فولجير (بالإنجليزية: Peter Folger)‏ هو مترجم أمريكي، ولد في 1617، وتوفي في 1690 في نانتوكيت في الولايات المتحدة.